# Samsung Galaxy A3 (2016)
O Samsung Galaxy A3 (2016) ou Samsung Galaxy A3 2016 Edition é um smartphone Android desenvolvido e fabricado pela Samsung Electronics. Faz parte da série Galaxy A, que é voltada para o mercado intermediário.

## Especificações

### Software
O smartphone sai de fábrica com sistema operacional móvel Android 5.1.1.

## Disponibilidade
O modelo Galaxy A3 (2016) da Samsung iniciou suas vendas na China em dezembro de 2015 e expandiu-se para outros mercados no primeiro trimestre do ano seguinte. Em abril de 2016, o aparelho já podia ser encontrado nas regiões da Europa, África, América Latina e Ásia. No entanto, o modelo não foi comercializado na América do Norte e na Índia, onde apenas os modelos Galaxy A5 (2016) e Galaxy A7 (2016) foram lançados.[carece de fontes?]